# Geschützter Landschaftsbestandteil Allee nördlich des Rosenberges

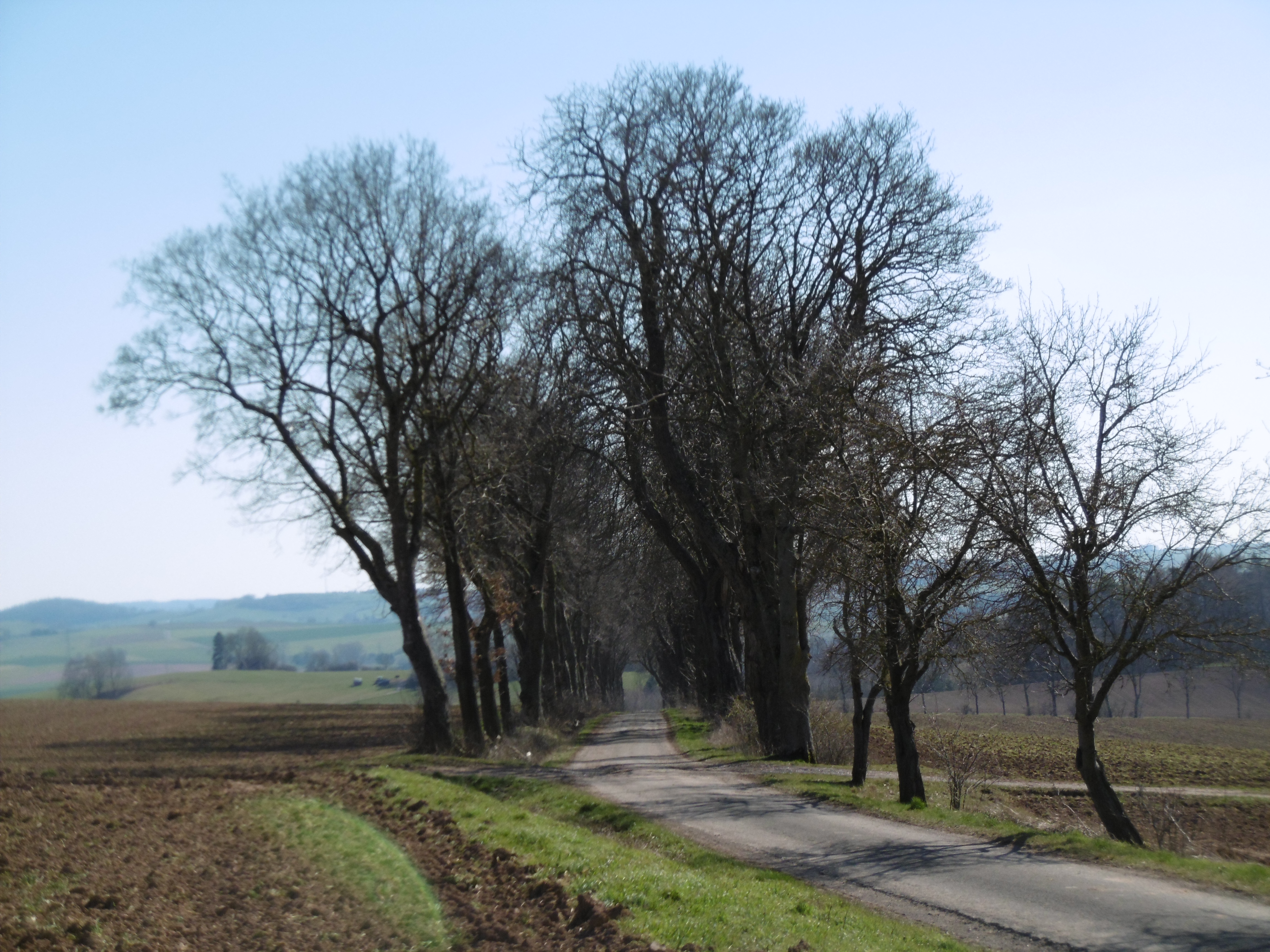
Geschützter Landschaftsbestandteil Allee nördlich des Rosenberges

Der Geschützte Landschaftsbestandteil Allee nördlich des Rosenberges liegt östlich von Oesdorf im Stadtgebiet von Marsberg. Das Gebiet wurde 2008 mit dem Landschaftsplan Marsberg durch den Kreistag des Hochsauerlandkreises als Geschützter Landschaftsbestandteil (LB) ausgewiesen. Der LB liegt im Landschaftsschutzgebiet Freiflächen bei Oesdorf / Westheim und Krähengrund.

## Beschreibung
Der Landschaftsplan führt zum LB aus: „Es handelt sich um eine eindrucksvolle, größtenteils doppelseitige Baumpflanzung entlang der Zuwegung zum „Karolinenhof“, die im Wesentlichen aus großen Spitz- und Bergahorn, Linden und Kastanien besteht. Ihre Lage auf einem Geländerücken und die angrenzende Ackernutzung heben die landschaftliche Wirkung der Allee noch hervor. Die wegebegleitende Baumreihe beginnt bereits im Waldbereich des Rosenberges, setzt sich im Offenland (mit Beginn des hier erfassten LB) zunächst als einreihige Pflanzung fort und wird kurz darauf ab einem Wegeknick zur echten Allee. Unmittelbar nördlich des LB ist eine entsprechende Neupflanzung vorgenommen worden, die dieses Landschaftselement langfristig ergänzen wird.“

## Schutzzweck
Die Ausweisung als LB erfolgte:
- Zur Erhaltung, Entwicklung oder Wiederherstellung der Leistungs- und Funktionsfähigkeit des Naturhaushaltes
- Zur Belebung, Gliederung oder Pflege des Orts- und Landschaftsbildes
- Zur Abwehr schädlicher Einwirkungen

Der LB stellt, wie die anderen LBs im Landschaftsplangebiet, einen herausragenden Lebensraum für die ökologischen Leistungsfähigkeit des Naturhaushaltes dar. Dient ferner als landschaftsgliederndes und -belebendes Element. Die Ausweisung dient der Abwehr realer oder potenzieller schädlicher Einwirkungen durch Pflanzenentnahme, Relief- oder Gewässerveränderungen usw.